# Otočić Tovarnjak (ö i Kroatien, Zadars län)
Otočić Tovarnjak är en ö i Kroatien.   Den ligger i länet Zadars län, i den södra delen av landet, 200 km söder om huvudstaden Zagreb.